# Sasha Son
Sasha Son (nombre real: rus. Dmitry Shavrov,  lit. Dima Šavrovas) es un joven cantante lituano encargado de representar al país báltico en el festival de Eurovision de 2009. El sobrenombre de Sasha Son significa El sueño de Sasha, en lengua rusa.

## Biografía

### Vida personal
A los 12 años de edad, Dima Šavrovas aparece por primera vez en la escena musical lituana. Su mayor éxito es "Mama", canción aún muy popular en Lituania. Fue la persona más joven en haber ganado un premio "Bravo" a la canción del año, precisamente con ese tema anteriormente citado. A la edad de 15 años, Dima partió hacia el Reino Unido, donde estudió una carrera musical de forma profesional.

### Carrera profesional
Dima, conocido como Sasha Son, fue el encargado de representar a Lituania en el Festival de la Canción de Eurovisión 2009 el cual se celebró en Moscú con el tema Pasiklydęs žmogus (esp. Hombre perdido), aunque no se sabía si cantaría la versión lituana o la versión inglesa de la canción titulada Love (esp. Amor). terminó representando a su país con la versión inglesa.
| Predecesor: Jeronimas Milius | Lituania en el Festival de la Canción de Eurovisión 2009 | Sucesor: InCulto |